# 주간연예수첩
《주간연예수첩》은 매주 목요일 오후 5시 30분에 방송되었던 한국방송공사의 텔레비전 프로그램이다.

## 시청률

### 2016년 시청률
- AGB 닐슨 미디어리서치

| 회차 | 방송 일자        | 전국 시청률(증감치) |
| ---- | ---------------- | ------------------- |
| 1회  | 2016년 9월 1일   | 1.0%                |
| 2회  | 2016년 9월 22일  | 0.5% (-0.5)         |
| 3회  | 2016년 9월 29일  | 0.7% (+0.2)         |
| 4회  | 2016년 10월 6일  | 1.0% (+0.3)         |
| 5회  | 2016년 10월 13일 | 1.3% (+0.3)         |
| 6회  | 2016년 10월 20일 | 1.1% (-0.2)         |
| 7회  | 2016년 10월 27일 | 1.0% (-0.1)         |
| 8회  | 2016년 11월 3일  | 0.8% (-0.2)         |
| 9회  | 2016년 11월 10일 | 1.5% (+0.7)         |
| 10회 | 2016년 11월 17일 | 1.4%,(-0.1)         |
| 11회 | 2016년 11월 24일 | 1.3% (-0.1)         |
| 12회 | 2016년 12월 1일  | 1.1% (-0.2)         |
| 13회 | 2016년 12월 8일  | 1.0% (-0.1)         |
| 14회 | 2016년 12월 15일 | 1.4% (+0.4)         |
| 15회 | 2016년 12월 22일 | 1.2% (-0.2)         |
| 16회 | 2016년 12월 29일 | 1.5% (+0.3)         |

### 2017년 시청률
- AGB 닐슨 미디어리서치

| 회차 | 방송 일자       | 전국 시청률(증감치) |
| ---- | --------------- | ------------------- |
| 17회 | 2017년 1월 5일  | 1.4% (-0.1)         |
| 18회 | 2017년 1월 12일 | 1.1% (-0.3)         |
| 19회 | 2017년 1월 19일 | 1.3% (+0.2)         |
| 20회 | 2017년 1월 26일 | 1.6% (+0.3)         |
| 21회 | 2017년 2월 2일  | 1.4% (-0.2)         |
| 22회 | 2017년 2월 9일  | 1.1% (-0.3)         |
| 23회 | 2017년 2월 16일 | 1.3% (+0.2)         |
| 24회 | 2017년 2월 23일 | 1.2% (-0.1)         |
| 25회 | 2017년 3월 2일  | 0.9% (-0.3)         |
| 26회 | 2017년 3월 9일  | 1.1% (+0.2)         |
| 27회 | 2017년 3월 16일 | 1.3% (+0.2)         |
| 28회 | 2017년 3월 23일 | 1.4% (+0.1)         |
| 29회 | 2017년 3월 30일 | 1.0% (-0.4)         |
| 30회 | 2017년 4월 6일  | 1.2% (+0.2)         |
| 31회 | 2017년 4월 13일 | 1.4% (+0.2)         |
| 32회 | 2017년 4월 20일 | 1.0% (-0.4)         |
| 33회 | 2017년 4월 27일 | 1.1% (+0.1)         |
| 34회 | 2017년 5월 4일  | 1.0% (-0.1)         |
| 35회 | 2017년 5월 11일 | 1.3% (+0.3)         |
| 36회 | 2017년 5월 18일 | 0.8% (-0.5)         |
| 37회 | 2017년 6월 1일  | 1.2% (+0.4)         |
| 38회 | 2017년 6월 15일 | 1.1% (-0.1)         |
| 39회 | 2017년 6월 22일 | 1.0% (-0.1)         |
| 40회 | 2017년 6월 29일 | 1.0% (0)            |
| 41회 | 2017년 7월 6일  | 1.3% (+0.3)         |
| 42회 | 2017년 7월 13일 | 0.9% (-0.4)         |
| 43회 | 2017년 7월 20일 | 1.1% (+0.2)         |
| 44회 | 2017년 7월 27일 | 0.7% (-0.4)         |
| 45회 | 2017년 8월 3일  | 1.4% (+0.7)         |
| 46회 | 2017년 8월 10일 | 0.9% (-0.5)         |
| 47회 | 2017년 8월 17일 | 1.3% (+0.4)         |
| 48회 | 2017년 8월 24일 | 1.6% (+0.3)         |
| 49회 | 2017년 8월 31일 | 1.2% (-0.4)         |

### 2018년 시청률
- AGB 닐슨 미디어리서치

| 회차 | 방송 일자        | 전국 시청률(증감치) |
| ---- | ---------------- | ------------------- |
| 50회 | 2018년 3월 8일   | 1.4% (+0.2)         |
| 51회 | 2018년 3월 15일  | 1.4% (0)            |
| 52회 | 2018년 3월 22일  | 0.9% (-0.5)         |
| 53회 | 2018년 3월 29일  | 0.8% (-0.1)         |
| 54회 | 2018년 4월 5일   | 0.9% (+0.1)         |
| 55회 | 2018년 4월 12일  | 0.9% (0)            |
| 56회 | 2018년 4월 19일  | 0.9% (0)            |
| 57회 | 2018년 4월 26일  | 0.6% (-0.3)         |
| 58회 | 2018년 5월 10일  | 0.7% (+0.1)         |
| 59회 | 2018년 5월 17일  | 0.7% (0)            |
| 60회 | 2018년 5월 24일  | 0.8% (+0.1)         |
| 61회 | 2018년 5월 31일  | 1.0% (+0.2)         |
| 62회 | 2018년 6월 7일   | 0.9% (-0.1)         |
| 63회 | 2018년 6월 14일  | 0.8% (-0.1)         |
| 64회 | 2018년 6월 21일  | 0.7% (-0.1)         |
| 65회 | 2018년 6월 28일  | 1.3% (+0.6)         |
| 66회 | 2018년 7월 5일   | 0.8% (-0.5)         |
| 67회 | 2018년 7월 12일  | 1.1% (+0.3)         |
| 68회 | 2018년 7월 19일  | 0.8% (-0.3)         |
| 69회 | 2018년 7월 26일  | 0.7% (-0.1)         |
| 70회 | 2018년 8월 16일  | 0.9% (+0.2)         |
| 71회 | 2018년 9월 6일   | 0.8% (-0.1)         |
| 72회 | 2018년 9월 13일  | 0.9% (+0.1)         |
| 73회 | 2018년 10월 4일  | 0.9%                |
| 74회 | 2018년 10월 18일 | 0.7% (-0.2)         |
| 75회 | 2018년 10월 25일 | 1.0% (+0.3)         |
| 76회 | 2018년 11월 1일  | 1.1% (+0.1)         |
| 77회 | 2018년 11월 15일 | 1.3% (+0.2)         |
| 78회 | 2018년 11월 22일 | 1.1% (-0.2)         |
| 79회 | 2018년 11월 29일 | 1.2% (+0.1)         |
| 80회 | 2018년 12월 6일  | 1.3% (+0.1)         |
| 81회 | 2018년 12월 13일 | 1.3%                |
| 82회 | 2018년 12월 20일 | 1.1% (-0.2)         |

### 2019년 시청률
- AGB 닐슨 미디어리서치

| 회차  | 방송 일자        | 전국 시청률(증감치) |
| ----- | ---------------- | ------------------- |
| 83회  | 2019년 1월 3일   | 1.5% (+0.4)         |
| 84회  | 2019년 1월 10일  | 0.8% (-0.7)         |
| 85회  | 2019년 1월 17일  | 0.8%                |
| 86회  | 2019년 1월 24일  | 0.8%                |
| 87회  | 2019년 1월 31일  | 0.9% (+0.1)         |
| 92회  | 2019년 3월 7일   | 0.9%                |
| 93회  | 2019년 3월 14일  | 1.2% (+0.3)         |
| 94회  | 2019년 3월 21일  | 1.2%                |
| 95회  | 2019년 3월 28일  | 0.6% (-0.6)         |
| 96회  | 2019년 4월 4일   | 1.0% (-0.4)         |
| 97회  | 2019년 4월 11일  | 1.1% (+0.1)         |
| 98회  | 2019년 4월 18일  | 1.0% (-0.1)         |
| 99회  | 2019년 4월 25일  | 0.9% (-0.1)         |
| 100회 | 2019년 5월 2일   | 0.9%                |
| 101회 | 2019년 5월 9일   | 0.7% (-0.2)         |
| 102회 | 2019년 5월 16일  | 1.1% (+0.4)         |
| 103회 | 2019년 5월 23일  | 1.0% (-0.1)         |
| 104회 | 2019년 5월 30일  | 0.9% (-0.1)         |
| 105회 | 2019년 6월 13일  | 1.1% (+0.2)         |
| 106회 | 2019년 6월 20일  | 1.1%                |
| 107회 | 2019년 6월 27일  | 1.0% (-0.1)         |
| 108회 | 2019년 7월 4일   | 1.1% (+0.1)         |
| 109회 | 2019년 7월 11일  | 0.7% (-0.4)         |
| 110회 | 2019년 7월 18일  | 0.8% (+0.1)         |
| 111회 | 2019년 7월 25일  | 1.5% (+0.7)         |
| 112회 | 2019년 8월 1일   | 0.7% (-0.8)         |
| 113회 | 2019년 8월 8일   | 1.1% (+0.4)         |
| 114회 | 2019년 8월 22일  | 0.9% (-0.2)         |
| 115회 | 2019년 8월 29일  | 0.7% (-0.2)         |
| 116회 | 2019년 9월 5일   | 1.1% (+0.4)         |
| 117회 | 2019년 9월 19일  | 0.7% (-0.4)         |
| 118회 | 2019년 9월 26일  | 1.2% (+0.5)         |
| 119회 | 2019년 10월 10일 | 0.9% (-0.3)         |
| 120회 | 2019년 10월 17일 | 1.1% (+0.2)         |
| 121회 | 2019년 10월 24일 | 0.8% (-0.3)         |
| 122회 | 2019년 10월 31일 | 1.3% (+0.5)         |
| 123회 | 2019년 11월 7일  | 0.8% (-0.5)         |
| 124회 | 2019년 11월 14일 | 1.0% (+0.2)         |
| 125회 | 2019년 11월 21일 | 0.9% (-0.1)         |
| 126회 | 2019년 11월 28일 | 0.8% (-0.1)         |
| 127회 | 2019년 12월 5일  | 1.1% (+0.3)         |
| 128회 | 2019년 12월 12일 | 0.8% (-0.3)         |
| 129회 | 2019년 12월 19일 | 1.4% (+0.6)         |
| 130회 | 2019년 12월 26일 | 1.0% (-0.4)         |

### 2020년 시청률
- AGB 닐슨 미디어리서치

| 회차  | 방송 일자        | 전국 시청률(증감치) |
| ----- | ---------------- | ------------------- |
| 131회 | 2020년 1월 2일   | 1.9% (+0.9)         |
| 132회 | 2020년 1월 9일   | 1.0% (-0.9)         |
| 133회 | 2020년 1월 16일  | 0.9% (-0.1)         |
| 134회 | 2020년 1월 23일  | 1.1% (+0.2)         |
| 135회 | 2020년 1월 30일  | 1.1%                |
| 136회 | 2020년 2월 6일   | 0.8% (-0.3)         |
| 137회 | 2020년 2월 13일  | 1.1% (+0.3)         |
| 138회 | 2020년 2월 20일  | 0.8% (-0.3)         |
| 139회 | 2020년 2월 27일  | 1.2% (+0.4)         |
| 140회 | 2020년 3월 5일   | 0.8% (-0.4)         |
| 141회 | 2020년 3월 12일  | 0.9% (+0.1)         |
| 142회 | 2020년 3월 19일  | 0.7% (-0.2)         |
| 143회 | 2020년 3월 26일  | 1.3% (+0.6)         |
| 144회 | 2020년 4월 9일   | 1.2% (-0.1)         |
| 145회 | 2020년 4월 16일  | 0.9% (-0.3)         |
| 146회 | 2020년 4월 23일  | 0.8% (-0.1)         |
| 147회 | 2020년 5월 7일   | 0.7% (-0.1)         |
| 148회 | 2020년 5월 14일  | 0.5% (-0.2)         |
| 149회 | 2020년 5월 21일  | 0.7% (+0.2)         |
| 150회 | 2020년 5월 28일  | 1.0% (+0.3)         |
| 151회 | 2020년 6월 4일   | 0.8% (-0.5)         |
| 152회 | 2020년 6월 11일  | 1.1% (+0.3)         |
| 153회 | 2020년 6월 18일  | 0.9% (-0.2)         |
| 154회 | 2020년 6월 25일  | 1.3% (+0.4)         |
| 155회 | 2020년 7월 2일   | 0.7% (-0.6)         |
| 156회 | 2020년 7월 9일   | 0.4% (-0.3)         |
| 157회 | 2020년 7월 16일  | 0.6% (+0.2)         |
| 158회 | 2020년 7월 23일  | 0.9% (+0.3)         |
| 159회 | 2020년 7월 30일  | 0.8% (-0.1)         |
| 160회 | 2020년 8월 6일   | 0.7% (-0.1)         |
| 161회 | 2020년 8월 13일  | 0.7%                |
| 162회 | 2020년 8월 20일  | 0.6% (-0.1)         |
| 163회 | 2020년 8월 27일  | 미집계              |
| 164회 | 2020년 9월 3일   | 0.8%                |
| 165회 | 2020년 9월 10일  | 0.5% (-0.3)         |
| 166회 | 2020년 9월 17일  | 0.7% (+0.2)         |
| 167회 | 2020년 9월 24일  | 0.5% (-0.2)         |
| 168회 | 2020년 10월 8일  | 미집계              |
| 169회 | 2020년 10월 15일 | 0.7%                |
| 170회 | 2020년 10월 22일 | 0.5% (-0.2)         |
| 171회 | 2020년 10월 29일 | 0.8% (+0.3)         |
| 172회 | 2020년 11월 5일  | 0.7% (-0.1)         |
| 173회 | 2020년 11월 12일 | 0.7%                |
| 174회 | 2020년 11월 19일 | 0.9% (+0.2)         |
| 175회 | 2020년 11월 26일 | 1.2% (+0.3)         |

## 결방 사유

### 2016년
- 9월 8일 : 서울드라마어워즈 편성으로 인한 결방
- 9월 15일 : 추석특선 프로그램 편성으로 인한 결방

### 2017년
- 5월 25일 : FIFA U-20 월드컵 중계방송으로 인한 결방
- 6월 8일 : FIFA U-20 월드컵 중계방송으로 인한 결방
- 9월 7일 ~ 12월 28일 : KBS 총파업으로 인한 결방

### 2018년
- 1월 4일 ~ 3월 1일 : KBS 총파업으로 인한 결방
- 5월 3일 : 어린이날 특선 애니메이션 편성으로 인한 결방
- 8월 2일 ~ 8월 9일 : 여름 특선 애니메이션 편성으로 인한 결방
- 8월 23일 ~ 8월 30일 : 자카르타 아시안게임 편성으로 인한 결방

### 2019년
- 9월 12일 ~ 10월 3일 : 살림하는 남자들 재방송으로 인한 결방

### 2020년
- 4월 2일 : 생활의 발견 재방송으로 인한 결방
- 4월 30일 : 악(樂)인전 재방송으로 인한 결방
- 10월 1일 : 사장님 귀는 당나귀 귀 재방송으로 인한 결방